# William Travilla
William Travilla, conegut artísticament pel seu cognom Travilla, (Los Angeles, Estats Units 1920 - íd. 1990) fou un dissenyador de roba estatunidenc, guanyador d'un premi Oscar.

## Biografia
Va néixer el 22 de març de 1920 a la ciutat de Los Angeles, població situada a l'estat de Califòrnia (Estats Units). Va estudiar a la Woodbury University, on es graduà el 1941.
El 1944 es casà amb l'actriu Dona Drake, amb la qual tingué una filla el 1951, i de la qual se separà el 1956.
Va morir el 19 d'agost de 1990 al Good Samaritan Medical Center de Los Angeles a conseqüència d'un càncer de pulmó.

## Carrera artística
Va començar la seva activitat a la United Artists i Columbia Pictures dissenyant el vestuari de l'actriu i patinadora Sonja Henie. Potseriorment entrà a treballar a la Warner Bros., on s'encarregà del vestuari de l'actriu Ann Sheridan a Nora Prentiss (1948) i Riu de plata. El 1949 dissenyà el vestuari de la pel·lícula Adventures of Don Juan de Vincent Sherman, per la qual aconseguí guanyar l'Oscar al millor vesutari - color d'aquell any, un premi que compartí amb Marjorie Best i Leah Rhodes. Posteriorment feu el dissenys del clàssic de ciència-ficció dirigda per Robert Wise The Day the Earth Stood Still (1951) i de Viva Zapata! d'Elia Kazan (1952).
A la dècada del 1950 inicià la seva col·laboarció amb Marilyn Monroe, per la qual dissenyà els seu vestuari a les pel·lícules Els senyors prefereixen les rosses de Howard Hawks (1953), The Seven Year Itch de Billy Wilder (1955), How to Marry a Millionaire de Jean Negulesco (1953) i Llums de teatre de Walter Lang (1954). A The Seven Year Itch dissenyà l'icònic vestit blanc de Mariyln Monroe que voleia amb la ventilació del metro de Nova York. Aquest vestit fou comprat en una subhasta per l'actriu Debbie Reynolds per 4,600,000$ l'any 2011.
A partir de la dècada del 1970 començà a treballar a televisió, on participà en produccions com Dallas (1978) o The Thorn Birds (1980).

## Premis i nominacions

### Premis Oscar
| Any  | Categoria                                                            | Pel·lícula                 | Resultat  |
| ---- | -------------------------------------------------------------------- | -------------------------- | --------- |
| 1949 | Millor vestuari - color juntament amb Marjorie Best i Leah Rhodes    | Adventures of Don Juan     | Guanyador |
| 1953 | Millor vestuari - color juntament amb Charles Le Maire               | How to Marry a Millionaire | Nominat   |
| 1954 | Millor vestuari - color juntament amb Charles Le Maire i Miles White | Llums de teatre            | Nominat   |
| 1963 | Millor vestuari - blanc i negre                                      | The Stripper               | Nominat   |

### Premis Emmy
| Any  | Categoria                                                  | Obra                       | Resultat  |
| ---- | ---------------------------------------------------------- | -------------------------- | --------- |
| 1980 | Millor vestuari per a sèrie de duració limitada o especial | The Scarlett O'Hara War    | Guanyador |
| 1981 | Millor vestuari per a especial                             | Evita Peron                | Nominat   |
| 1982 | Millor vesutari per a especial                             | Jacqueline Bouvier Kennedy | Nominat   |
| 1983 | Millor vestuari per a sèrie de duració limitada o especial | The Thorn Birds            | Nominat   |
| 1984 | Millor vestuari per a sèrie de duració limitada o especial | A Streetcar Named Desire   | Nominat   |
| 1985 | Millor vestuari per a una sèrie                            | Dallas                     | Nominat   |
| 1986 | Millor vestuari per a una sèrie                            | Dallas                     | Guanyador |